# Макдермотт, Терри
Те́ренс Макде́рмотт (англ. Terence McDermott; род. 8 декабря 1951, Киркби, Мерсисайд, Англия) — английский футболист, полузащитник, тренер. Большую и лучшую часть карьеры провёл в «Ливерпуле».

## Клубная карьера

### Ранние годы
В 1969 году Макдермотт стал игроком академии «Бери». Сыграв в общей сложности 90 матчей и забив восемь голов, в 1973 году перешёл в молодёжную структуру «Ньюкасл Юнайтед». При тренере Джо Харви, Макдермотт дебютировал за «Ньюкасл Юнайтед» 17 марта 1973 года в гостевом матче на стадионе «Олд Траффорд» против «Манчестер Юнайтед». Появившись со скамейки запасных, но ничего не смог сделать результативных действий в проигранном матче.
В 1974 голу стал серебряным призёром Макдермотт Кубка Англии 1973/74, в финале проиграв «Ливерпулю».

### «Ливерпуль» (1974—1982)
Главный тренер «Ливерпуля» Боб Пейсли, в своём первом сезоне после ухода Билла Шенкли подписал Макдермотта в ноябре 1974 года. 16 ноября Макдермотт дебютировал за «Ливерпуле» вместе с Филом Нилом в мерсисайдском дерби против «Эвертона». 8 марта 1975 года в ничейном поединке против «Бернли» Терри отметился первым голом за «красных».
В течение следующих двух сезонов Макдермотт боролся за место в составе, стал чемпионом Англии и обладателем Кубка УЕФА в сезоне 1975/76. 
В следующем сезоне Макдермотт закрепился в основном составе команды, защищаемой национальный титул. Его гол против «Эвертона» в полуфинале Кубка Англии был признан «Голом сезона» по версии BBC, «Ливерпуль» победил по итогам двух матчевого противостояния. 21 мая 1977 года в финале Кубка Англии «Манчестер Юнайтед» вышел в стартовом составе в проигранном матче. Четыре дня спустя, Макдермотт открыл счёт в победном финале Кубка европейских чемпионов против мёнхенгладбахской «Боруссии» 6 декабря 1977 года оформил хет-трик в ответном матче Суперкубка УЕФА против немецкого «Гамбургом» .
В 1978 году помог «Ливерпулю» впервые в истории дойти до финала Кубка Английской футбольной лиги, первая игра на стадионе «Уэмбли» против «Ноттингем Форест» закончилась ничейным результатом, а в переигровке, гол Макдермотта после оффсайда у Кенни Далглиш. В переигровке на «Олд Траффорд», после того, как «Ноттингем» открыл счёт с пенальти, гол Макдермотта снова был отменён из-за игры рукой. Благодаря минимальной победе, «Ноттингем Форест» выиграл трофей, в послематчевом интервью Макдермотт предложил поклясться под присягой в том что он обработал мяч грудью. В конце сезона, мерсисайдский клуб второй раз подряд выиграл Кубок европейских чемпионов благодаря победе над «Брюгге».
В конце следующего сезона, Макдермотт и «Ливерпуль» снова стали чемпионами, и они сохранили титул в 1980 году, а Макдермотт был признан игроком года по версии PFA и футболистом года FWA — первым игроком, выигравшим обе награды в одном сезоне. В 1981 году Макдермотт сыграл в переигровке против «Вест Хэм Юнайтед», когда «Ливерпуль» впервые стал обладателем Кубка Лиги. Позже в том же сезоне он появился в команде, которая победила «Реал Мадрид» в финале Кубка Европы. В 1982 году последовали ещё один чемпионский титул и Кубок Лиги, но его место в команде становилось всё менее уверенным.

### Дальнейшая карьера
Макдермотт вернулся в «Ньюкасл Юнайтед» в сентябре 1982 года. В «Ньюкасле» он выступал вместе со своим бывшим товарищем по команде «Ливерпуля» Кевином Киганом и молодыми игроками Крисом Уоддлом и Питером Бирдсли, когда «Ньюкасл» выиграл повышение обратно в высший дивизион английского футбола в 1984 году.
Макдермотт покинул «Ньюкасл» в январе 1985 года и переехал за границу, чтобы играть за «Корк Сити» в Ирландии.
С 1985 по 1987 год Макдермотт играл за кипрскую команду АПОЭЛ вместе с Яном Мурсом, где выиграл чемпионат Кипра и Суперкубок Кипра.

### Международная карьера
7 сентября 1977 года Рон Гринвуд дебютировал за сборную Англии в товарищеской ничьей со Швейцарией со Швейцарией на «Уэмбли». Он открыл свой голевой счёт 10 сентября 1980 года во время отборочного матча чемпионата мира на «Уэмбли» против Норвегии. Макдермотт забил дважды, включая пенальти, когда Англия выиграла 4-0.
Макдермотт был выбран в сборную Англии, которая отправилась на чемпионат Европы 1980 года в Италию. Он сыграл в двух групповых играх.
Макдермотт также был выбран в сборную Англии на чемпионат мира 1982 года в Испании, но не играл, несмотря на то, что участвовал в каждой квалификационной игре. Он больше никогда не играл за сборную Англии и вышел на замену только в одном матче за «Ливерпуль» в следующем сезоне.
За свою карьеру в Англии он 25 раз играл на взрослом уровне и забил три гола.

## Тренерская карьера
Когда Кевин Киган стал менеджером «Ньюкасла» 5 февраля 1992 года, он нанял Макдермотта в качестве главного тренера команды. Вместе они организовали возвращение на вершину английской игры для «Ньюкасла», которая включала в себя близкий путь к чемпионскому титулу в 1996 году, который был выигран «Манчестер Юнайтед». После того, как Киган ушёл в отставку, Макдермотт остался в «Ньюкасле» ещё на сезон под руководством Кенни Далглиша, но покинул «Ньюкасл», когда Далглиш ушёл в отставку, и заменивший Рууда Гуллита решил пригласить своего собственного тренера.
Когда Джон Барнс был назначен главным тренером «Селтика» 8 июня 1999 года, он назначил Макдермотта помощником главного тренера вместе с Эриком Блэком, прежде чем все они были уволены после поражения в Кубке Шотландии от «Инвернесс Каледониан Тисл» в феврале 2000 года.
В 2005 году Макдермотт вернулся в «Ньюкасл» после того, как был нанят менеджером Грэмом Сунессом для работы в качестве тренера. После увольнения Сунесса в феврале 2006 года Макдермотт снова остался под руководством менеджеров Гленна Редера, Сэма Эллардайса и Кигана.
Когда Киган ушёл в сентябре 2008 года, Макдермотт также ушёл вместе с Адамом Сэдлером. 19 декабря 2008 года Макдермотт был назначен помощником главного тренера команды Первой лиги «Хаддерсфилд Таун», фактически став правой рукой Ли Кларка. После увольнения Кларка в феврале 2012 года Макдермотт также был уволен. В июне 2012 года он присоединился к «Бирмингем Сити» в качестве помощника Кларка. 17 февраля 2014 года широко сообщалось, что он и тренер первой команды Дерек Фазакерли покинули Бирмингем. Клуб заявил, что у них «нет комментариев по этому вопросу на данный момент времени».

## Личная жизнь
У Макдермотта есть сыновья Нил и Грег и дочь Рэйчел. 22 августа 2021 года он объявил, что у него диагностирована деменция.

## Достижения
«Ньюкасл»
- Обладатель Англо-итальянского кубка: 1973
- Обладатель Кубок Техако: 1974
- Финалист Кубка Англии: 1974

«Ливерпуль»
- Обладатель Кубок УЕФА: 1976
- Обладатель Суперкубок Англии: 1976, 1977, 1979, 1980
- Чемпион Англии: 1977, 1979, 1980, 1982
- Победитель Лиги чемпионов: 1977, 1978, 1981
- Обладатель Суперкубка Европы: 1977
- Победитель Кубка лиги: 1981, 1982
- Финалист Кубка Англии: 1977
- Финалист Кубка лиги: 1978

АПОЭЛ
- Чемпион Кипра: 1986